# Витепска област
Витепска област (блр. Ві́цебская во́бласць, рус. Ви́тебская о́бласть) административна је јединица првог ранга на северу Републике Белорусије и са површином од 40.100 км² на другом је месту међу белоруским областима. Основана је 15. јануара 1938. као једна од области тадашње Белоруске ССР. На југу је ограничена територијама Могиљовске, Минске и Гродњенске области Белорусије, на северу и истоку су Смоленска и Псковска област Руске Федерације. На северозападу је Даугавпилски округ Летоније, док је на западу граница са Литванијом (Вилњуски и Утенски окрузи).
Административни центар области је град Витепск, а већи градови су још и Орша, Полацк и Наваполацк.
Према подацима пописа становништва из 2009. на подручју области је живело 1.231.000 становника или у просеку 30,7 ст/км². Витепска област је најређе насељени део Републике Белорусије.

## Географија
Витепска област обухвата површину од 40.100 км² што чини нешто мање од 20% територије Белорусије. Граничи се са руским областима Псковском и Смоленском на северу и истоку, на југу су Могиљовска, Минска и Гродњенска област Белорусије. На западу и северозападу се граничи са Литванијом (Вилњуски и Утенски окрузи) и Летонијом (Округ Даугавпилс).
Рељефом Витепске области доминирају благо заталасано побрђе (које заузима око четвртине територије) и замочварена низијска пространства белоруског Појезерја. Највиши делови су у брдима Витепског побрђа где се налази и највиша тачка области брдо Гаршева са надморском висином од 295 метара. Највеће равничарско подручје је Полацка низија која заузима скоро половину целокупне територије.
Витепска област је подручје са најгушћом речном мрежом у Белорусији, али и са највећим бројем језера. Највећи део области припада басену Западне Двине (око 80% површине) која је уједно и највећа река која протиче територијом ове области, те Дњепра, Њемена и Ловата. Најважније притоке Западне Двине су Усвјача, Обаљ, Полота, Дриса, Каспља, Лучоса, Ула, Ушача и Дисна. На овом подручју свој ток започињу притоке Дњепра Березина и Друт.
На подручју области постоји преко 2,8 хиљада језера од којих су површином највећа Асвејско, Лукомско, Дрјукшјај, Дривјати, Нешчарда, Снуди, Струста и бројна друга.
Клима је умереноконтинентална са доста дугим и хладним зимама и благим и влажним летима. Јануарски просек температура ваздуха се креће између -6,5 °C на западу до -8,5 °C на истоку, док је јулски просек између 17 °C и 18 °C. Годишње се просечно излучи око 600 мм падавина у низијским и око 750 мм у брдским пределима, а највећи део падавина (око 70%) излучи се током летњег дела године. Вегетациони период траје од 180 до 190 дана.
Више од трећине територије је под шумама (највише у Полацком и Расонском рејону са преко 50% територије). Главне врсте дрвећа су бели бор и смрча од четинара, те бела бреза, јасика и јова од листопадног дрвећа. Замочварено је око 6% површина.
У севрном делу рејона налази се национални парк Браславска језера, док је на југу заштићено природно подручје Березински.
Године 2001. двојица белоруских научника Алксеј Соломонов и Валериј Аношко су на основу мерења објавили да се у близини језерцета Шо (у овој области) налази географски центар Европе.

## Историја
Витепска област формирана је 15. јануара 1938. на основу закона тадашњег Совјетског Савеза о територијалној подели земље. Пре тога подручје ове области било је део Витепске губерније Руске СФСР, а подручје губерније делом је прешло у састав Белоруске ССР тек 1924. године.
Године 1944. западни део Витепске области је организован као посебна административна јединица Полацка област (распуштена 1954). Територијално је проширена 1960. када су у њен састав ушли градови Браслав и Пастави, односно 1961. када јој је прикључен Бјагомљски рејон Минске области.
Витепска област је последњи регион Белорусије који је и службено добио свој грб и заставу (тек 2. јуна 2009). Као основа за нове симболе послужио је грб некадашње Витепске губерније из 1856. године.

## Демографија
Према проценама за 2011. у области живи око 1.220.000 становника (што је за око 150.000 мање у односу на попис 1999). Ова област држи два неславна рекорда у Белорусији: има најмању стопу раста на националном нивоу (свега 9,7 на 1000 људи) и највишу стопу умрлих (15,5 на 1000 становника).
У периоду од 1959. до 1999. број сеоског становништва у области се смањио за готово 50% док је број градске популације раста, тако да данас у градовима живи скоро 70% популације.
У етничком погледу, Белоруси чине 82% популације, а следе Руси са 13,6%, Украјинци 1,6% и Пољаци 1,5%.
| Народ     | Попис 1939. | Попис 1959. | Попис 1970. | Попис 1979. | Попис 1989. | Попис 1999. | Попис 2009 |
| --------- | ----------- | ----------- | ----------- | ----------- | ----------- | ----------- | ---------- |
| Белоруси  | 1.061.754   | 1.036.550   | 1.131.584   | 1.133.027   | 1.119.479   | 1.129.141   | 1.047.978  |
| Руси      | 101.041     | 118.816     | 167.656     | 187.016     | 213.911     | 187.872     | 124.958    |
| Украјинци | 15.658      | 11.636      | 19.819      | 23.757      | 26.148      | 21.926      | 14.557     |
| Пољаци    | 11.515      | 83.800      | 24.876      | 17.308      | 25.266      | 21.003      | 11.141     |
| Јевреји   | 77.173      | 18.987      | 17.343      | 15.080      | 12.702      | 4.633       | 2.127      |
| Роми      | 709         | ...         | 1.100       | 1.274       | 1.716       | 1.598       | 1.186      |
| Јермени   | 411         | ...         | 335         | 342         | 571         | 1.431       | 1.149      |
| Татари    | 1.221       | 1.248       | 1.544       | 1.413       | 1.538       | 1.260       | 822        |
| Азери     | 152         | ...         | 203         | 259         | 726         | 834         | 646        |
| Литванци  | 1.863       | ...         | 1.138       | 1.027       | 1.079       | 917         | 624        |
| Молдавци  | 76          | ...         | 232         | 409         | 720         | 649         | 522        |
| Летонци   | 4.522       | ...         | 909         | 788         | 759         | 755         | 499        |
| Грузини   | 375         | ...         | 186         | 207         | 341         | 384         | 285        |
| Немци     | 882         | ...         | 232         | 353         | 476         | 639         | 268        |
| Чуваши    | 347         | ...         | 359         | 405         | 531         | 396         | 221        |
| Укупно    | 1.281.238   | 1.276.113   | 1.370.006   | 1.385.372   | 1.409.909   | 1.377.161   | 1.230.821  |

На подручју области постоји 6.480 сеоских насељених места (од тог броја 366 села је напуштено). Села су у главном збијеног типа и у њима у просеку живи по 58 становника. У 73% села живи мање од 10 становника. Админситративни статус града у област има 19 насељених места, а од тог броја њих 4 има статус обласне субординације и засебне су административне целине. Статус варошице имају 24 насељена места.

## Административна подела
Витепска област административно је подељена на 4 града обласне субординације (Орша, Полацк, Наваполацк и Витепск) и на 21 рејон. Административни центар области је град Витепск.
| Рејон               | Административни центар | Површина км² | Становника попис 2009. | Густина по км² |
| ------------------- | ---------------------- | ------------ | ---------------------- | -------------- |
| Бешанковички рејон  | Бешанковичи            | 1.249,65     | 18.500                 | 14,8           |
| Браславски рејон    | Браслав                | 2.270,07     | 29.200                 | 12,9           |
| Витепски рејон      | Витепск                | 2.737,85     | 40.600                 | 14,8           |
| Горњодвински рејон  | Верхњедвинск           | 2.140,6      | 24.700                 | 11,5           |
| Глибочки рејон      | Глибокаје              | 1.759,58     | 41.000                 | 23,3           |
| Гарадочки рејон     | Гарадок                | 2.980,13     | 26.800                 | 9              |
| Докшички рејон      | Докшици                | 2.267,61     | 26.800                 | 11,8           |
| Дубровенски рејон   | Дубровна               | 1.249,7      | 17.000                 | 13,6           |
| Лепељски рејон      | Лепељ                  | 1.822,22     | 35.300                 | 19,4           |
| Љозненски рејон     | Љозна                  | 1.417,63     | 17.700                 | 12,5           |
| Мјорски рејон       | Мјори                  | 1.786,64     | 24.400                 | 13,6           |
| Оршански рејон      | Орша                   | 1.667,73     | 31.000                 | 18,7           |
| Полацки рејон       | Полацк                 | 3.137,78     | 27.300                 | 8,7            |
| Паставски рејон     | Пастави                | 2.096,44     | 39.500                 | 18,8           |
| Расонски рејон      | Расони                 | 1.926,87     | 11.500                 | 6              |
| Сјанонски рејон     | Сјано                  | 1.966,05     | 26.300                 | 13,4           |
| Талачински рејон    | Талачин                | 1.498,56     | 28.500                 | 19             |
| Ушачки рејон        | Ушачи                  | 1.489,38     | 16.000                 | 10,7           |
| Чашнички рејон      | Чашники                | 1.481,12     | 35.000                 | 23,6           |
| Шаркавшчински рејон | Шаркавшчина            | 1.189,18     | 18.600                 | 15,6           |
| Шумилински рејон    | Шумилина               | 1.695,4      | 20.700                 | 12,2           |

## Економија
Витепска област је важна саобраћајна раскрсница. Њену територију секу две велике паневропске магистрале Е30 (ауто-пут М1) и Е95 (ауто-пут М8) које се секу у близини Орше. Кроз Оршу такође пролази железничка пруга Минск - Москва.
У индустријском погледу доминирају енергетика, прехрамбена и хемијска индустрија.